# Каракесек (аргыны)
Каракесек (каз. Қаракесек)  — самый многочисленный из 12 родов племени Аргын в Среднем жузе. Примерное количество 500 тысяч человек.

## История
В конце XIX века царское правительство отправило под руководство Ф. Щербина переписную и землемерную экспедицию. В книге «Каркаралинский уезд» этой экспедиции приводится: «В XVIII веке род Каракесек жил в окрестностях Ташкента, Бии Абыз и Шомак из рода Канжыгали звали к себе в степь Сары-Арку киргиз рода Аргын. Откликнулись на это бий Казбек, возглавлявший род Бошан, за ним последовали и остальные рода Каракесек». Таким образом в 1728 году Каракесеки переехали с региона Ташкент-Туркестан в Каркаралы-Ку.

## Происхождение
Каракесеки, согласно шежире, происходят от общего предка аргынов Кодан-тайши.
Как полагают М. К. Жабагин и Ж. М. Сабитов, генетическая близость аргынов к народам Иранского нагорья указывает на значительный общий компонент («субстрат»), который мог быть привнесён в генофонд прото-аргынов миграцией с юго-запада от ираноязычных народов или их потомков. Сходство генофондов аргынов с казахами Алтая и монголами говорит о более позднем генетическом компоненте («суперстрате»), привнесённом в генофонд аргынов миграциями тюркоязычных и монголоязычных народов.
При этом по мнению ряда других авторов, первоначальное ядро аргынов восходило к монгольским племенам. М. Т. Тынышпаев полагал, что аргыны восходят к нирун-монгольскому племени арикан. Ч. Ч. Валиханов включал аргынов в число монгольских народов Джагатайской орды. Согласно другой версии, аргыны являются потомками Аргун-ага, ойратского наместника, служившего в Ильханате Хулагу. Согласно К. Этвуду, аргыны (аргуны) происходят от завоёванных степных народов Монгольского плато, подчинённых монголами и приведённых на запад монгольским завоеванием. По его мнению, аргыны (аргуны) представляли собой онгутский клан.

## Расселение

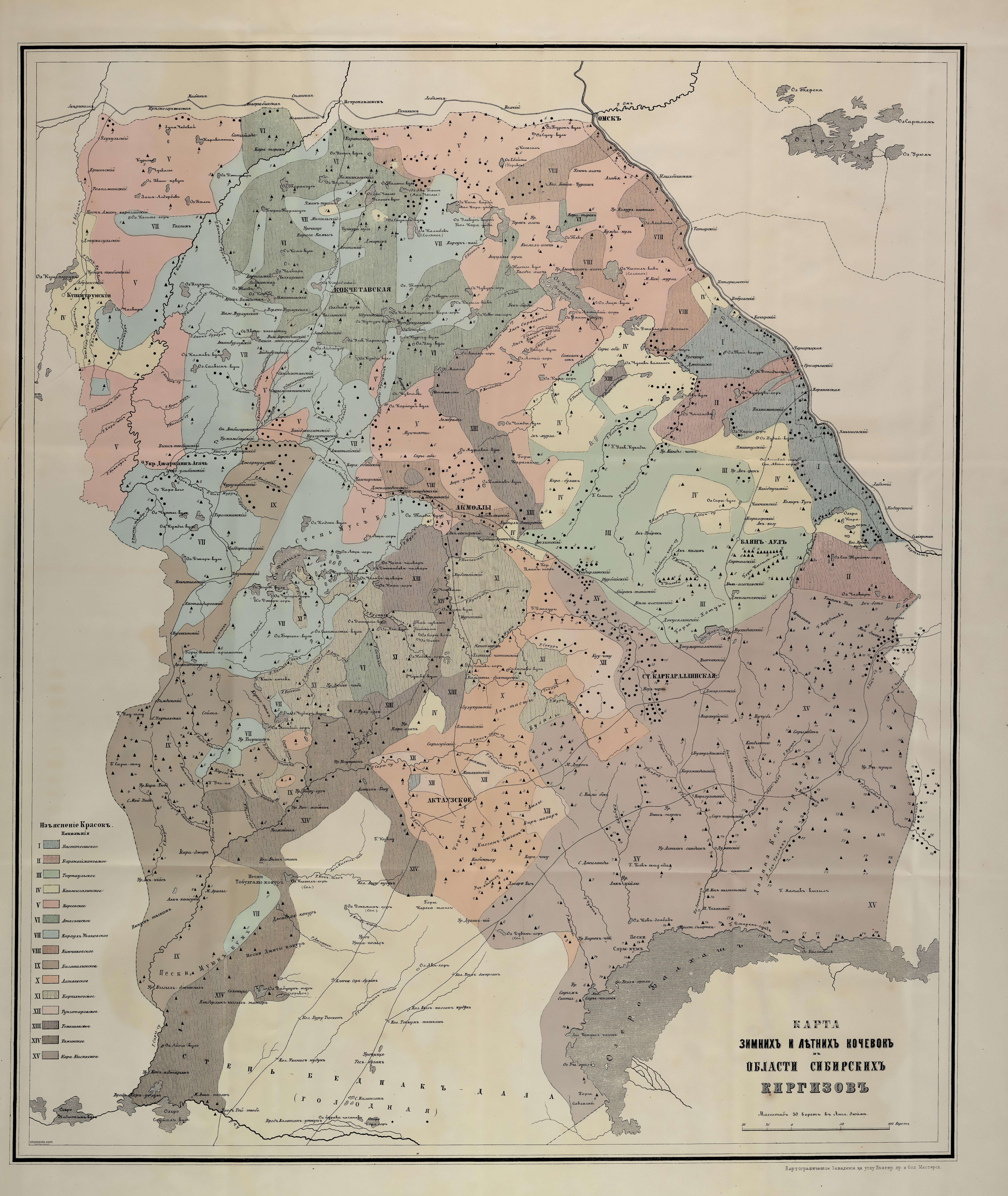
Карта зимних и летних кочёвок в области сибирских киргизов (казахов) в 1868 году

Каракесеки обитали в созданном в 1824 году Каркаралинском внешнем округе, который был в 1868 году преобразован в Каркаралинский уезд. В 1897 году население Каркаралинского уезда составило 171 655 человек. В 1926 году — 250 тыс. человек. Расселение: Каркаралинский (большинство), Атбасарский, Семипалатинский, Павлодарский уезды. Территория примерно 300 тыс. км².

## Генетика
74 % представителей относятся к гаплогруппе G1 (N- 137) 9 % представителей относятся к гаплогруппе R1a1a.

## Подразделения

### Болатқожа
| Акша - Бошан - Байбөрі - Көшім - Машай - Керней - Карсон - Кояншытанай - Жанту - Таз - Бұлбұл - Алдияр - Күшік - Шаншар - Үсен - Тәңірберді - Қасымжорға - Құдайберді - Ағым, Ұзын, Жанан - Наманай | Туйте - Майкы - Сарым - Альтеке - Сапақ - Таңас (Қара, Шор и тд) - Тымырысқа(ы) (Тымырсық) - Бөтей Шор - Бәты Шор - Шекшек - Дүйсенбай - Ақсақшор - Жарылғап - Әйтімбет - Жансүйер - Танирберли (Танирберген) - Әлтөбет (Алтобет) - Қырғызбай - Нәуетей - Майлық | Другие - Камбар - Жалыкбас - Шубыртпалы - Каракесек (аргыны) на «Родоводе». Дерево предков и потомков |

## В культуре
У Мади Бапиулы есть песня Каракесек.